# Lacs Sunrise
Pour les articles homonymes, voir Sunrise.
Les lacs Sunrise (en anglais : Sunrise Lakes) sont des lacs américains dans le comté de Mariposa, en Californie. Ils sont situés à 2 825 mètres d'altitude au sein de la Yosemite Wilderness, dans le parc national de Yosemite.